# Torre Valentina
La Torre Valentina  és una antiga torre de defensa costenca i un monument protegit catalogat bé cultural d'interès nacional del municipi de Calonge al Baix Empordà. Als anys 60 va ser integrada en la urbanització homònima. L'arquitecte Josep Antoni Coderch, l'any 1959, havia fet un projecte que va ser rebutjat per l'empresa promotora i no es va construir. Aquell projecte d'urbanizació tenia una qualitat excepcional i va ser publicat en diverses ocasions. Això ha donat lloc a moltes confusions sobre la urbanització.

## Descripció
La torre cilíndrica es troba a la vorera del mar al sud de la platja de Sant Antoni, coronada per pederes que sostenen els merlets, en bon estat de conservació. Per accedir-hi, s'havia de fer amb una escala, ja que la torre no té ni porta ni escales interiors. Tret de la faç al mar, està envoltada de construccions de la segona meitat del segle xx.

## Història
Situada al costat del mar, aquesta torre es va aixecar cap a finals del segle xv o començaments del XVI amb l'objectiu de vigilar qualsevol atac dels pirates. Amb la torre Pareres al nord-est de la badia (avui desapareguda) es troba en primera línia de defensa en cobrir junts un ample horitzó marítim, on hi havia més probabilitats d'invasió. Amb les torres de terra endins: la del Bedós, Castellbarri, Lloreta, de la Creu del Castellar, del Mal Ús i Roura la vall de Calonge tenia una xarxa completa per a alertar tota la població en cas de perill.